# 박근혜 즉각 퇴진 1차 총파업 시민불복종
박근혜 즉각 퇴진 1차 총파업 시민불복종 (약칭 1차 총파업)은 2016년 11월 30일 전국민주노동조합총연맹이 주최한 총파업 집회이다. 오후 3시에 서울광장에서 총파업 집회를 가졌고 오후 6시에 광화문광장에서 촛불집회를 열었다.

## 배경
2016년 11월 28일 전국민주노동조합총연맹이 30일 열린 1차총파업 시민불복종의 날을 선포.
시민사회단체연대회의와 참여연대는 역대 청와대 행진 중에서 청와대 정문과 가장 가아운 청와대 100m 앞까지 행진하겠다는 신고에 대해 경찰이 금지통고 처분을 하자 서울행정법원에 집행정지 신청을 냈다고 30일 밝혔다. 당초 이들은 오후 3시 서울 종로구 당주동 변호사회관 조영래홀에서 기자회견을 하고 3시30분께부터 청와대에서 약 100m 떨어진 분수대 앞까지 행진하겠다고 경찰에 행진 신고서를 제출했다. 그러나 서울 종로경찰서는 행진 시작 약 6시간 앞두고 교통소통 등을 이유로 이 행진을 금지했다. 참여연대는 경찰의 처분에 대해 이날 오전 서울행정법원에 집행정지 신청을 냈다. 법원은 사건은 긴급성을 인정해 곧바로 이날 오후 2시 심문을 진행하기로 했다. 하지만 법원이 100m앞 집회를 금지하면서 6차 범국민행동에서 사상 첫 청와대 100m 집회가 열리게 되었다.

## 참여인원
이날 집회에는 주최측 추산 60,000명 경찰추산 8,000명이 참여했고 총파업에는 220,000명이 참여했다.